# Instabil
Az Instabil (eredeti cím: Unstable) 2023-as amerikai vigjátéksorozat, amelyet Rob Lowe, John Owen Lowe és Victor Fresco alkotott. A főbb szerepekben Rob Lowe, John Owen Lowe, Sian Clifford, Aaron Branch, Rachel Marsh és Emma Ferreira látható.
Amerikában és Magyarországon 2023. március 30-án mutatta be a Netflix.

## Ismertető
A szociálisan félénk Jackson a sikeres és csodált, de excentrikus és nárcisztikus apjának, Ellisnek a high-tech biokutató létesítményében kezd el dolgozni, hogy segítsen megmenteni őt a felesége halála utáni további lecsúszástól.

## Szereplők

### Főszereplők
| Szereplők      | Színész        | Magyar hang     | Leírás |
| -------------- | -------------- | --------------- | --- |
| Ellis Dragon   | Rob Lowe       | Forgács Péter   | a Dragon nevű biotechnológiai vállalat vezérigazgatója és alapítója.                                              |
| Jackson Dragon | John Owen Lowe | Czető Ádám      | Ellis fia, aki fuvolaművész.                                                                                      |
| Anna           | Sian Clifford  | Törtei Tünde    | A Dragon pénzügyi igazgatója                                                                                      |
| Malcolm        | Aaron Branch   | Baradlay Viktor | Jackson gyerekkori barátja, aki korábban Ellis asszisztenseként dolgozott, de most programmenedzserként dolgozik. |
| Luna           | Rachel Marsh   | Csifó Dorina    | A Dragon laboratóriumában dolgozó tudós                                                                           |
| Ruby           | Emma Ferreira  | Lamboni Anna    | Egy másik tudós, aki a Dragon laboratóriumában dolgozik, és Luna legjobb barátja.                                 |

### Mellékszereplők
| Szereplők | Színész         | Magyar hang                                    | Leírás                                                                               |
| --------- | --------------- | ---------------------------------------------- | ------------------------------------------------------------------------------------ |
| Leslie    | Fred Armisen    | Sörös Sándor (1. évad) Forgács Gábor (2. évad) | Terapeuta, akit a Dragon igazgatósága hozott, hogy együtt dolgozzon Ellis-szel.      |
| TJ        | Tom Allen       | Fekete Zoltán                                  | A Dragon igazgatósági tagja, aki ikertestvére, Chaz mellett ül az igazgatótanácsban. |
| Chaz      | JT Parr         | Jánosi Ferenc                                  | TJ ikertestvére, aki vele együtt ül az igazgatótanácsban.                            |
| Jean      | Christina Chang | Ősi Ildikó                                     | Ellis néhai feleségének legjobb barátja, aki a Dragon igazgatótanácsának tagja.      |
| Peter     | Lamorne Morris  | Hám Bertalan                                   | Ruby régi családi barátja és a Magma nevű biotechnológiai start-up alapítója.        |
| Georgia   | Iris Apatow     | Koller Virág                                   | Anna volt mostohalánya, aki gyakornok a Dragonsnál.                                  |

### Magyar változat
- Magyar szöveg: Szemere Laura
- Hangmérnök és vágó: Patkovics Péter
- Gyártásvezető: Farkas Márta
- Szinkronrendező: Joó Gábor
- Produkciós vezető: Fekete Márk

A szinkront a Direct Dub Studios készítette.

## Évados áttekintés
| Évad | Évad | Epizódok | Eredeti sugárzás   | Eredeti sugárzás   | Magyar sugárzás    | Magyar sugárzás    |
| Évad | Évad | Epizódok | Évadpremier        | Évadfinálé         | Évadpremier        | Évadfinálé         |
| ---- | ---- | -------- | ------------------ | ------------------ | ------------------ | ------------------ |
|      | 1    | 8        | 2023. március 30.  | 2023. március 30.  | 2023. március 30.  | 2023. március 30.  |
|      | 2    | 8        | 2024. augusztus 1. | 2024. augusztus 1. | 2024. augusztus 1. | 2024. augusztus 1. |

## Epizódok

### 1. évad (2023)
| Sor. | Év. | Cím                                                                                                 | Rendező           | Író              | Premier           |
| ---- | --- | --------------------------------------------------------------------------------------------------- | ----------------- | ---------------- | ----------------- |
| 1.   | 1.  | Instabil (Unstable)                                                                                 | Marc Buckland     | Victor Fresco    | 2023. március 30. |
| 2.   | 2.  | Elkötelezett, összeszedett, és már-már képtelenül épelméjű (Engaged, Focused and Ridiculously Sane) | Marc Buckland     | Michael Shipley  | 2023. március 30. |
| 3.   | 3.  | Óz, a lökött varázsló (The Wizard of Odd)                                                           | Marc Buckland     | Sean Clements    | 2023. március 30. |
| 4.   | 4.  | Telepesek és szexpartik (Pilgrims and Sex Parties)                                                  | Jay Chandrasekhar | John Owen Lowe   | 2023. március 30. |
| 5.   | 5.  | Gyönyörű, szülinapos tökfilkók (Beautiful Birthday Bastards)                                        | Jay Chandrasekhar | Hailey Chavez    | 2023. március 30. |
| 6.   | 6.  | Eduardo balladája (The Ballad of Eduardo)                                                           | Marc Buckland     | Sam Shanker      | 2023. március 30. |
| 7.   | 7.  | Cikizés alapfokon (Roasting For Beginners)                                                          | Marc Buckland     | Bente Engelstoft | 2023. március 30. |
| 8.   | 8.  | A sárkány bosszúja (A Dragon's Fire)                                                                | Marc Buckland     | Michael A. Ross  | 2023. március 30. |

### 2. évad (2023)
| Sor. | Év. | Cím                         | Rendező        | Író                 | Premier            |
| ---- | --- | --------------------------- | -------------- | ------------------- | ------------------ |
| 1.   | 1.  | Szabadulás (Shanked)        | Andrew Gurland | Andrew Gurland      | 2024. augusztus 1. |
| 2.   | 2.  | Nyerő forma (Winning Time)  | Claire Scanlon | Sean Clements       | 2024. augusztus 1. |
| 3.   | 3.  | Céges buli (Retreat)        | Claire Scanlon | Justin Nowell       | 2024. augusztus 1. |
| 4.   | 4.  | Az agyturkász (Mindhunter)  | Rebecca Asher  | Guy Endore-Kaiser   | 2024. augusztus 1. |
| 5.   | 5.  | Az utód (MOCAP Man)         | Rebecca Asher  | Dominic Dierkes     | 2024. augusztus 1. |
| 6.   | 6.  | Sárkányölők (Dragon Slayer) | Claire Scanlon | John Owen Lowe      | 2024. augusztus 1. |
| 7.   | 7.  | Ron Tabasco (Ron Tabasco)   | Claire Scanlon | Samantha Shanker    | 2024. augusztus 1. |
| 8.   | 8.  | Ellis Egyetem (Ellis U)     | Andrew Gurland | Alexandra Rushfield | 2024. augusztus 1. |

## A sorozat készítése
A sorozatot a Netflix egyenesen berendelte, és a megalkotását állítólag John Owen Lowe apja, Rob Lowe közösségi médiás trollkodása inspirálta. John Owen Lowe úgy írta le a sorozatot, hogy "egy apa-fiú dinamikáról szól, ami nagyon is átélhető, de egy nagyon különleges lencse alatt, ami egy apa, aki szeret a figyelem középpontjában lenni, és a fia, aki ennek pont az ellenkezőjét érzi". 2023. május 4-én jelentették, hogy a második évad (hivatalosan még nem újították fel) gyártását leállították az írósztrájk miatt.